# Тураев, Василий Андрианович
Василий Андрианович Тураев (8 января 1907, Нижняя Мосоловка, Российская империя — 27 августа 1966, Ленинград, СССР) — советский военачальник, капитан 1-го ранга.

## Биография
Родился 8 января 1907 года в селе Нижняя Мосоловка Липецкого уезда Тамбовской губернии ныне Усманский район Липецкая область в русской крестьянской семье.
С 1915 года и до Октябрьской революции Тураев работал в железоскобяной мастерской в городе Усмань. В декабре 1917 года он с братом Георгием был взят на воспитание в детский дом города Усмани, где воспитывался до конца 1920 года. В детском доме Тураев получил начальное трёхклассное образование и был обучен сапожному и слесарному ремеслу. Там же в 1920 году вступил в комсомол.
В начале 1921 года ушёл из детского дома, работал наборщиком в типографии, слесарем на табачной фабрике и сахарном заводе. Стал секретарем заводской организации комсомола. Осенью 1923 года был послан на курсы пионерработников, при Воронежском обкоме комсомола по окончании которых был послан работать пионервожатым в Конь-колодезь Воронежской области. В Конь-Колодезе работал и одновременно учился в сельскохозяйственной профтехшколе до июня 1925 года. В 1925 году в июне месяце поехал в Москву для поступления в военно-воздушную школу, но по состоянию здоровья в школу принят не был. Остался в Москве, поступил работать подручным слесаря на сахарный завод им. Мантулина на Красной Пресне. Работал и одновременно учился в Красно-Пресненском вечернем рабфаке.
В октябре 1926 года был командирован Московским комитетом ВЛКСМ в Военно-морское училище имени Фрунзе, куда был зачислен на подготовительный класс. По окончании училища получил назначение вахтенного офицера линкора Марат КБФ. В 1930 году вступил в ВКП(б). 1932 года после окончания минного класса специальных курсов усовершенствования командного состава ВМС РККА назначен командиром БЧ-3 подводной лодки А-3 Черноморского флота. Карьера развивалась стремительно. В 1933 году Василий Андрианович становится уже дивизионным минёром 2-го дивизиона подлодок ЧФ. В 1935 году Тураев — слушатель командирского класса в учебном отряде подводного плавания имени Кирова, в этом же году он стал помощником командира подводной лодки А-5, временно исполнял обязанности командира А-3, а в октябре 1936 года был назначен командиром подводной лодки М-51. В декабре 1937 года — слушатель Высшей военной академии имени Ворошилова. В августе 1940 года после окончания ВМФ Тураев назначен командиром строящейся лодки С-12 Балтийского флота, на которой в звании капитана-лейтенанта и встретил начало Великой Отечественной войны.

## Великая Отечественная война
С 18 сентября по 18 ноября 1941 года Тураев совершил самый длительный боевой поход среди советских подлодок в период войны, в ходе которого совершил 9 торпедных атак и повредил два транспорта. 21 октября одиночной торпедой с 14 кабельтовых было повреждено судно «Sabine Howaldt» (5959 брт), ему оторвало руль и винты, один отпускник-пассажир погиб, однако транспорт остался на плаву. 27 октября одной торпедой был повреждён транспорт «Malgache» (6300 брт), он был взят на буксир, но через пять часов буксировки сел на грунт у Либавы, выйдя из строя на несколько месяцев. В процессе похода экипаж подлодки сталкивался с многочисленными поломками, подвергался бомбёжкам финскими кораблями и самолётами, однако всё-таки смог вернуться в порт. За этот поход командир Тураев получил свой первый орден Красного Знамени.
10 июля 1943 году Тураев был снят с должности командира с назначением на Северный флот и явным понижением, причём официальные причины — недостаточные знания, самоустранение от командования, хищения членами экипажа продовольствия, а фактической причиной историки называют конфликт с командиром бригады С. Б. Верховским, которого Тураев неоднократно критиковал за безграмотные действия.
10 июля 1943 года Тураев в звании капитана 3-го ранга был назначен командиром подводной лодки М-108 Северного флота, однако Тураев даже не успел принять дела, как в сентябре 1943 был назначен командиром подводной лодки М-200. На ней Тураев совершил три боевых похода, но в торпедные атаки выйти не смог. В феврале 1944 года Тураев в звании капитана 2-го ранга был назначен командиром лодки С-104. На ней Тураев совершил пять боевых похода, в ходе которых было произведено три торпедных атаки. 20 июня 1944 года торпедным залпом был потоплен корабль ПЛО «Uj-1209», 12 октября 1944 был потоплен транспорт «Лумме» (1730 брт), ещё два судна суммарным водоизмещением 12859 брт выведены из строя. Всего за годы войны Тураев произвёл 12 торпедных атак.

### Послевоенный период
В апреле 1945 года Тураев был переведён на штабную должность заместителя начальника Отдела подводного плавания Штаба Северного флота. С ноября 1945 по март 1947 года — начальник Штаба бригады ПЛ БПЛ СФ. С марта по сентябрь 1947 года начальник Штаба Отряда строящихся и ремонтируемых кораблей 4-го ВМФ (Росток), с сентябрь 1947 по ноябрь 1948 года — командир ОВРа Свинемюндской ВМБ. С ноября 1948 по октябрь 1955 года — старший преподаватель тактики ВМС в ВВМУ. 31 августа 1949 года Тураеву было присвоено звание капитана 1-го ранга. В 1951 году Тураев был награжден орденом Ленина. В 1958 году — командир Учебного отряда подводного плавания ТОФ. Незадолго перед выходом в запас в 1964 году недолгое время был уполномоченным Балтийской группы Госприемки кораблей ВМФ.
Умер 27 августа 1966 года. Похоронен на Шуваловском кладбище в Ленинграде.
Тураев был единственным подводником, который был награжден пятью орденами Красного Знамени.

## Награды
- орден Ленина (27.12.1951)[3]
- орден Красного Знамени (18.12.1942)[3]
- орден Красного Знамени (08.07.1944)[3]
- орден Красного Знамени (07.11.1944)[3]
- орден Красного Знамени (05.11.1946) (за выслугу лет)[3]
- орден Красного Знамени (30.12.1956) (за испытания военной техники)[3]
- орден Отечественной войны I степени (30.07.1945)[3]
- орден Красной Звезды (03.11.1944)[3]
- Медали СССР

## Память

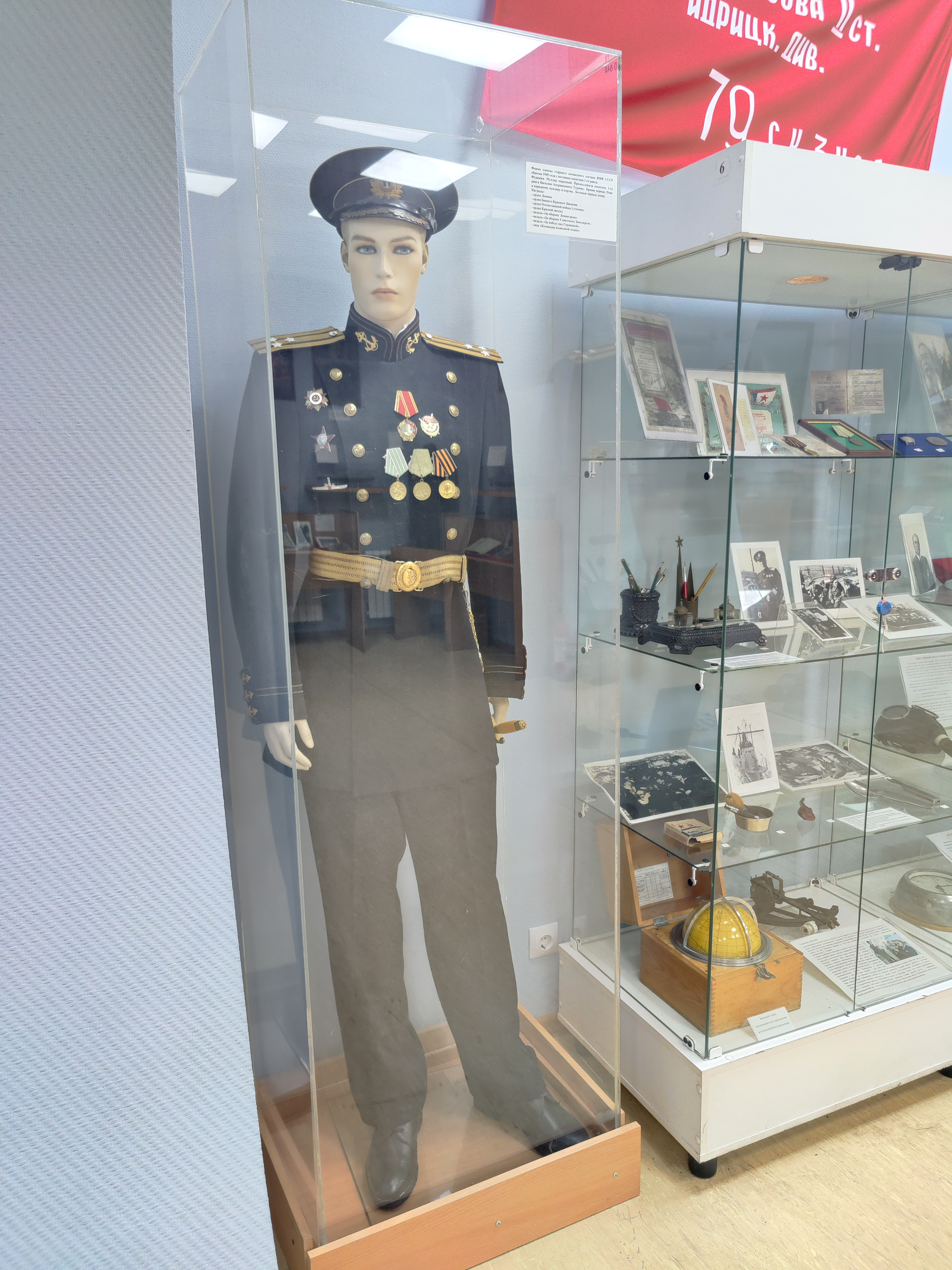
Фуражка и мундир Василия Андриановича в музее истории подводных сил имени Маринеско

- В документальном цикле Великая война в 13 серии «Война на море» упоминается о боевом походе лодки С-12 и о самом Тураеве.
- В документальном цикле телеканала «Звезда» «Подводная война» третья серия посвящена подводной лодке С-12 и немного рассказывается про судьбу Тураева.
- В мае 2011 года на доме 12 на улице Наличной в Санкт-Петербурге, где жил Тураев, была установлена мемориальная доска[4].
- Тураеву посвящён документальный фильм «Атака длиною в жизнь. Василий Андрианович Тураев», снятый в 2011 году[5]